# Francesco Boccapaduli
Francesco Giacinto Ignazio Boccapaduli (Roma, 3 aprile 1600 – Roma, 23 novembre 1680) è stato un arcivescovo cattolico e diplomatico italiano.

## Biografia
Nacque il 3 aprile 1600 a Roma da Fabrizio, conservatore e priore dei Rioni di Roma, e da Clarice Du Blioul. Avviatosi alla carriera ecclesiastica, si laureò in utroque iure e ricevette una pensione da papa Paolo V. Nel 1638 papa Urbano VIII lo nominò vescovo di Valva e Sulmona. Fu consacrato il 21 settembre dal cardinale Alessandro Cesarini, assistito dai vescovi Tommaso Carafa e Giovanni Battista Altieri.
Fu trasferito alla diocesi di Città di Castello, da cui si allontanò per la nomina a nunzio apostolico in Svizzera, dove promosse con intransigenza la difesa e l'estensione dei diritti della Santa Sede. Fu elevato a conte e nominato assistente al Soglio Pontificio. Nel 1652 fu richiamato a Roma e lasciò il vescovo Jost Knab, suo fedele e prediletto, come internunzio. Fu invece mandato a Venezia per continuare i rapporti, già tesi, con la Chiesa.
Resse per venticinque anni la diocesi di Città di Castello e, ritiratosi definitivamente a Roma, fu elevato ad arcivescovo titolare di Atene. Morì il 23 novembre 1680 e fu sepolto nella basilica di Santa Maria in Aracoeli.

## Genealogia episcopale e successione apostolica
La genealogia episcopale è:
- Cardinale Guillaume d'Estouteville, O.S.B.Clun.
- Papa Sisto IV
- Papa Giulio II
- Cardinale Raffaele Sansone Riario
- Papa Leone X
- Papa Paolo III
- Cardinale Francesco Pisani
- Cardinale Alfonso Gesualdo di Conza
- Papa Clemente VIII
- Cardinale Pietro Aldobrandini
- Cardinale Laudivio Zacchia
- Cardinale Antonio Barberini, O.F.M.Cap.
- Cardinale Alessandro Cesarini
- Arcivescovo Francesco Boccapaduli

La successione apostolica è:
- Vescovo Thomas Henrici (1648)
- Vescovo Giulio Berlendis (1653)